# Leggadina lakedownensis
Leggadina lakedownensis је врста глодара из породице мишева (Muridae).

## Распрострањење
Ареал врсте је ограничен на Аустралију.

## Станиште
Станишта врсте су саване, жбунаста вегетација и травна вегетација.

## Угроженост
Ова врста није угрожена, и наведена је као последња брига јер има широко распрострањење.